# Präcaudalwirbel
Als Präcaudalwirbel (auch Präkaudalwirbel) bezeichnet man bei Fischen die nach dem Kopf liegenden Wirbel, die keinen Hämaldorn aufweisen. (Weitzman, 1962). Der Begriff bezieht sich allgemein auf den anterioren, also vorderen Wirbelbereich im Bereich der Bauchhöhle. Alternativ aber nicht ganz synonym wird gelegentlich auch der Begriff Abdominalwirbel verwendet, die Parapophyse (Fortsatz auf der Unterseite von Wirbeln) und Rippen tragen. Die Übergangswirbel vieler Strahlenflosser, ohne Rippen und ohne Hämaldorn, jedoch manchmal mit Hämalbogen werden ebenfalls als Präcaudalwirbel bezeichnet. Es sind mit Präcaudalwirbel also alle Wirbel vor den Schwanzwirbeln gemeint.

## Weiterführende Literatur
- Paula M. Mabee, Nathan C. Bird: Developmental morphology of the axial skeleton of the zebrafish, Danio rerio (Ostariophysi: Cyprinidae). In: Developmental Dynamics, Special Issue: Zebrafish as a Model System. Vol. 228, 3, S. 337–357. November 2003. (Online mit Bild Zebrafischskelett, Seite 339.)